# Mario Jorge (treinador de futebol)
Mario Jorge dos Santos Silva (Rio de Janeiro, 10 de fevereiro de 1978), mais conhecido apenas como Mario Jorge, é um treinador de futebol brasileiro. Atualmente é técnico da Seleção Sub-17 da Arábia Saudita.

## Carreira
Mario Jorge iniciou a carreira como técnico de futsal do Helênico Atlético Clube em 1997. Deixou o clube em dezembro de 2010, passando a ser técnico do time de futsal do Madureira, antes disso, em agosto, também começou a trabalhar como olheiro no Audax Rio.
Mario Jorge também foi técnico do time de futebol sub-15 do Audax enquanto atuava como técnico de futsal do Clube Bradesco. Em 15 de janeiro de 2015, tornou-se o novo técnico da seleção sub-15 do Vasco da Gama. 
No dia 20 de abril de 2016, Mario Jorge deixou o Vasco para assumir o time sub-13 do Flamengo. Posteriormente ele trabalhou nas categorias sub-14, sub-15, sub-17 e sub-20 do clube antes de assumir o comando do time titular na partida de abertura da temporada de 2023, uma vitória por 1 a 0 sobre o Audax, pelo Campeonato Carioca.
Mario Jorge voltou ao comando do Flamengo durante um empate em 1 a 1 contra o Bangu em 24 de janeiro de 2023, enquanto o time titular descansava para a Supercopa do Brasil de 2023. Depois de regressar aos sub-20, tornou-se treinador interino do clube no dia 11 de abril, após a demissão de Vítor Pereira.
Mario Jorge esteve à frente do Flamengo em duas ocasiões: uma derrota por 2 a 0 para o Maringá, pela Copa do Brasil, e uma vitória por 3 a 0 sobre o Coritiba, já pelo Campeonato Brasileiro, até retornar ao time sub-20 após a nomeação de Jorge Sampaoli como novo técnico do time profissional. Ele voltou a ser interino em 28 de setembro de 2023, após a demissão de Sampaoli, derrotando o Bahia por 1 a 0 e empatando com o Corinthians em 1 a 1, em ambas partidas válidas pelo Campeonato Brasileiro.

## Títulos
Flamengo Sub-14
- Copa Votorantim Sub-14: 2017

Flamengo Sub-17
- Campeonato Brasileiro Sub-17: 2021
- Copa do Brasil Sub-17: 2021

Flamengo Sub-20
- Campeonato Brasileiro Sub-20: 2023
- Copa Libertadores da América Sub-20: 2024